# Jan Monchablon

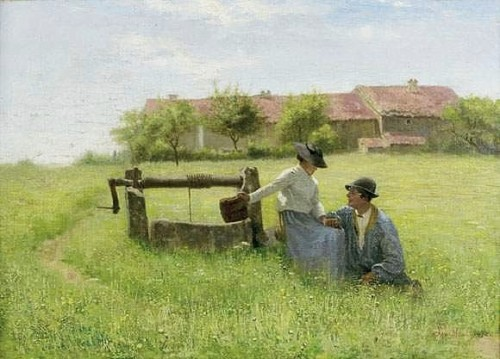
Due innamorati presso il pozzo

Jean Baptiste Ferdinand Monchablon (Châtillon-sur-Saône, 6 settembre 1854 – Châtillon-sur-Saône, 2 ottobre 1904) è stato un pittore francese, paesaggista.

## Biografia
Figlio di Claude Ferdinand, ufficiale della sanità, e di Marie Joséphine Vagneux, Jean Baptiste Monchablon, detto "Jan", compì brillantemente i suoi studi nel Collegio Notre Dame di Nantes. Nel 1875 era già professore a Quimper e nel 1881 entrò nella Scuola di Belle arti di Parigi.
Fu quindi allievo di Jean-Paul Laurens e di Alexandre Cabanel.
Attratto dalle opere dei maestri fiamminghi, nel 1886 andò a Leida, nei Paesi Bassi, dove divenne un vero maestro nella riproduzione di paesaggi, grazie al suo tocco molto particolare.
Sposò Fanny Elisa Julien, figlia di un accordatore di pianoforti, e con lei tornò regolarmente nella sua cittadina, al confine con i Vosgi, con l'Alta Marna e l'Alta Saona. Ed è in queste terre che Monchablon dipinse la maggior parte dei suoi paesaggi.
Monchablon morì cinquantenne e fu sepolto nella suo paese natale.

Nel 1909 Roland Knoedler, suo amico e mercante d'arte americano, vi fece erigere un monumento alla sua memoria, con un busto bronzeo eseguito da Antoine Bourdelle.
Purtroppo quest'opera andò distrutta durante la seconda guerra mondiale, ma, dal 2010, la via di Châtillon-sur-Saône dove sorgeva la sua casa, è intitolata all'artista.

Moltissime opere di Monchablon si trovano negli Stati Uniti, dove egli è più conosciuto e apprezzato che in patria.

## Musei che espongono le sue opere
- Museo di Châtillon-sur-Saône (35 quadri e riproduzioni)
- Museo del Louvre
- Museo dell'Hermitage, San Pietroburgo (1 disegno)
- Museo di Nancy (1 quadro in riserva)
- Museo di Amiens (1 quadro in riserva)
- Museo di Nantes (1 quadro in riserva)
- Museo di Chambéry (1 quadro)
- Museo di Stockton USA (3 quadri)

## Galleria d'immagini

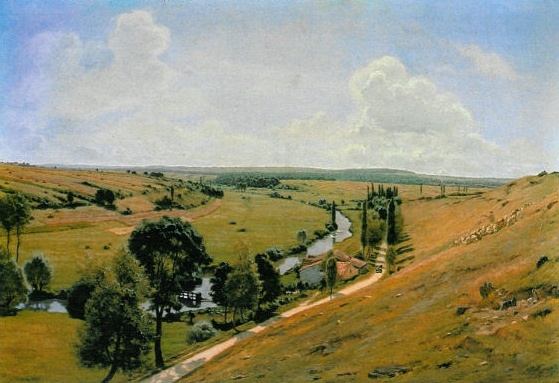
La valle della Saône
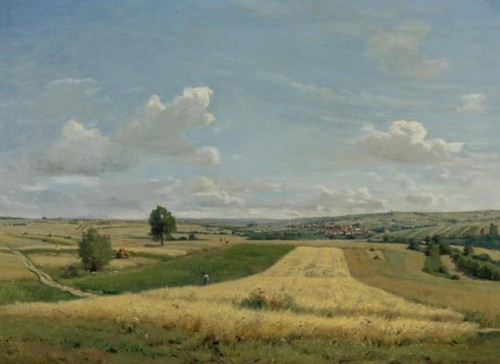
Paesaggio estivo
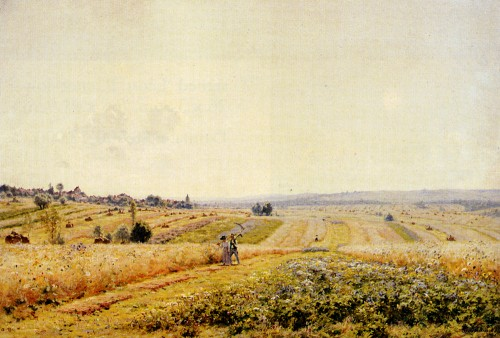
Grignoncourt
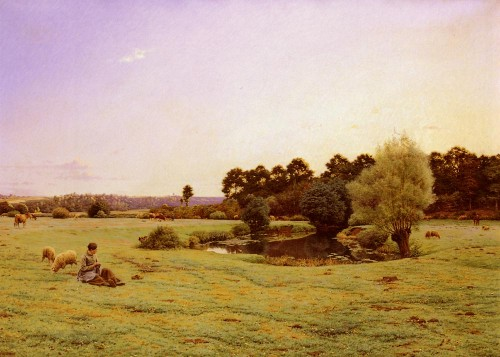
Al pascolo
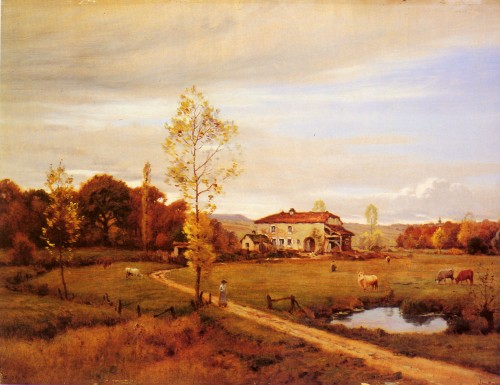
Il Mulino di Jonvelle
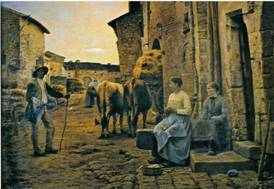
Ritorno alla stalla